# El complejo de Felipe
El complejo de Felipe es una película de Argentina en blanco y negro dirigida por Juan Carlos Thorry sobre el guion de Julio Porter según la obra teatral Noche de borrachera, de Bera Gador que se estrenó el 20 de abril de 1951 y que tuvo como protagonistas a Enrique Serrano, Elina Colomer, Diana Maggi y Osvaldo Miranda.

## Sinopsis
Un profesor solterón y tímido se emborracha en un cabaré y una bailarina le enseña cómo declararse a la secretaria del colegio.

## Reparto
- Enrique Serrano …Profesor Felipe Peña
- Elina Colomer ... Elisa
- Diana Maggi ... Fifí
- Osvaldo Miranda ... Profesor Oviedo
- Julio Renato ... Dr. Constantino Aguirre
- Benita Puértolas ... Madre de Felipe
- Mangacha Gutiérrez
- Héctor Pascuali
- Ramón J. Garay ... José (mozo)
- Ana Casares
- Alberto Soler
- Leda Zanda ... Fernanda
- Olga Gatti ... Alumna Olga Zamudio
- Lydia Alves
- Juan A. Callico
- Francisco Delay
- Paquita Muñoz
- Inés Moreno
- Mireya Zuliani... Alumna Liria Guido
- Rosa Riliskis
- Helena Palaven
- Fanny Gresler
- Trudy Tommys
- Marqueza Suárez
- Marlene Splinder
- Elena Montiel
- Nelly Paul

## Comentarios
Para Clarín es una "floja comedia que ni Serrano logra animar" y Manrupe y Portela opinan que es una "aburrida comedia menor a pesar de su buen reparto."